# Harry Searson
Harold Vincent "Harry" Searson (Mansfield, 3 de junio de 1924 - Mansfield, 9 de enero de 2013) fue un jugador de fútbol profesional inglés que jugaba en la posición de portero.

## Biografía
Searson empezó su carrera de futbolista en el Sheffield Wednesday en el cual estuvo durante 6 años y no llegó a disputar ningún partido. Posteriormente se traspasó al Mansfield Town, en el que permaneció dos años, pudiendo debutar como portero. Tras esos dos años, Searson fichó por el Leeds United equipo en el que jugó más partidos durante toda su carrera. Por último, fichó por el York City, haciendo un total de 208 partidos desde 1941 hasta 1954.
Falleció el 9 de enero de 2013 a los 88 años de edad.

## Clubes
| Club                | País       | Año         |
| ------------------- | ---------- | ----------- |
| Sheffield Wednesday | Inglaterra | 1941 - 1947 |
| Mansfield Town      | Inglaterra | 1947 – 1949 |
| Leeds United        | Inglaterra | 1949 - 1952 |
| York City           | Inglaterra | 1952 – 1954 |